# Kokuhaku Jikkō Iinkai ~ Ren'ai Series~
Kokuhaku Jikkō Iinkai ~Ren'ai Series~ (告白実行委員会〜恋愛シリーズ〜, lit. Confesión del Comité Ejecutivo: Serie del amor) es una serie animada de romance japonesa con canciones de HoneyWorks. El proyecto se distribuyó primero a través de Niconico Douga como un vídeo musical cantada por la Vocaloid Gumi titulado "Hatsukoi no Ehon" que se publicó el 18 de noviembre de 2011. En el principio, no hay conexión entre las canciones, y la configuración de los personajes se acaba de hacer en 2013. El proyecto ha generado diversas formas de manga, novela y anime.
Dos películas de anime tituladas Zutto Mae Kara Suki Deshita y Suki ni Naru Sono Shunkan Wo se estrenaron en 2016. Además de una serie de televisión de anime de Lay-duce titulada Our love has always been 10 centimeters apart que se estrenó en noviembre de 2017.

## Argumento
Kokuhaku Jikkō Iinkai cuenta las historias de amor entre seis estudiantes de secundaria de tercer año: Natsuki Enomoto, Yū Setoguchi, Sōta Mochizuki, Akari Hayasaka, Miō Aida y Haruki Serizawa. Además de ellos, también se cuentan varias historias de amor entre personas a su alrededor. La historia se centra en el conflicto y lo difícil que puede ser confesar tu amor.

## Discografía

### Singles
| Fecha de lanzamiento     | Título                                                                                 | Artista(s)                                                                             |
| ------------------------ | -------------------------------------------------------------------------------------- | -------------------------------------------------------------------------------------- |
| 31 de diciembre de 2015  | "Boku ga Namae o Yobu Hi/ Watashi ga Koi o Shiru Hi" (僕が名前を呼ぶ日/私が恋を知る日) | GUMI                                                                                   |
| 13 de abril de 2016      | "Koi Iro Sake" (恋色に咲け)                                                            | Sana                                                                                   |
| 20 de abril de 2016      | "Ippun'ichibyō Kimi to Boku no" (一分一秒君と僕の)                                     | Sphere                                                                                 |
| 14 de agosto de 2016     | "Terekakushi Kinenbi/Kawaiku Naritai" (テレカクシ記念日/可愛くなりたい)                | Gom, Sana                                                                              |
| 14 de septiembre de 2016 | "Canelle to Wolf" (カヌレとウルフ Kanure to Urufu)                                     | CHiCO                                                                                  |
| 14 de diciembre de 2016  | "Senpai." (センパイ。)                                                                 | TrySail                                                                                |
| 9 de agosto de 2017      | "Judge☆/Tsuki no Hime" (ジャッジ☆/月の姫 Jajji☆/Tsuki no Hime)                         | Hatsune Miku, GUMI                                                                     |
| 6 de diciembre de 2017   | "Non Fantasy/Hitsuyō Fukkaketsu" (ノンファンタジー／必要不可欠)                        | LIPxLIP                                                                                |
| 6 de diciembre de 2017   | "Tokyo Winter Session" (東京ウインターセッション)                                      | Tomatsu Haruka, Hiroshi Kamiya, Yūki Kaji, Kana Asumi, Ken'ichi Suzumura, Aki Toyosaki |

### Álbumes
| Fecha de lanzamiento    | Título                                                    |
| ----------------------- | --------------------------------------------------------- |
| 29 de enero de 2014     | "Zutto Mae Kara Suki Deshita." (ずっと前から好きでした。) |
| 26 de noviembre de 2014 | "Boku Ja Dame Desu ka? (僕じゃダメですか？)               |
| 15 de julio de 2015     | "Suki ni Naru Sono Shunkan o. (好きになるその瞬間を。)    |
| 22 de febrero de 2017   | "Nando Datte, Suki." (何度だって、好き。)                 |

## Adaptación de Anime

### Películas
La primera película titulada Zutto Mae Kara Suki Deshita se estrenó en Japón el 23 de abril de 2016. La película está basada en las canciones de HoneyWorks "Kokuhaku Yokō Renshū", "Hatsukoi no Ehon" y "Yakimochi no Kotae", que contaban a los diversos amantes historia entre los terceros años. El opening es interpretado por CHiCO tituló "Koi Iro Sake" (恋色に咲け) y el final por Sphere titulado "Ippun'ichibyō Kimi to Boku no.".
La segunda película, Suki ni Naru Sono Shunkan o se estrenó en Japón el 17 de diciembre de 2016. La película está basada en las canciones "Ima Suki ni naru" y "Sankaku Jealousy", que cuenta la historia de amor del triángulo entre Hina Setoguchi, Kotarō Enomoto y su senpai Koyuki Ayase. El opening es cantada por TrySail se titula "Senpai". y la canción final titulada "Daikirai na Hazudatta". es realizado por Sayuringo Gundan + Manatsu-san Respect Gundan de Nogizaka.
Ambos animes son producidos por Qualia Animation con dirección y guiones respectivamente de Tetsuya Yanagisawa y Yoshimi Narita. Maki Fujii se desempeña como diseñador de personajes adaptando el arte de Yamako y como director de animación en jefe. HoneyWorks sirve como productor de música.

### Anime
En marzo de 2017, se anunció un especial de televisión animado en la cuenta oficial de Twitter de HoneyWorks. El anime titulado Nuestro amor siempre ha sido de 10 centímetros de distancia (いつだって僕らの恋は10センチだった。 Itsu Datte Bokura no Koi wa 10 Senchi Datta) Fue transmitido durante seis semanas consecutivas partir del 24 de noviembre de, 2017 por Tokio MX y BS11. La historia se centra en Miō Aida y Haruki Serizawa con nuevos elementos agregados a la trama en sus canciones principales "Hatsukoi Ehon" e "Ippun'ichibyō Kimi to Boku". Lay-duce produjo la animación, mientras que Takurō Tsukada es el director. El grupo consiste en Yūjirō Someya (Uchiyama) y Aisō (Shimazaki), LIPxLIP interpreta el tema de apertura titulado "Non Fantasy" ((ノンファンタジー) , mientras que los actores principales del show, Kamiya , Tomatsu , Kaji , Asumi , Suzumura y Toyosaki interpretarán el tema final titulado "Tokyo Winter". Sesión " (東京ウインターセッション) . El episodio final presenta la canción de Aki Toyosaki bajo el nombre de su personaje Miō Aida como tema final titulado "Re: Hatsukoi no Ehon" (Re:初恋の絵本).
Lista de episodios
| N.º | Título | Fecha de emisión        |
| 1   | "Primavera, primer amor y el color de Sakura" "Haru, Hatsukoi, Sakurairo." (春、初恋、桜色。)                                     | 24 de noviembre de 2017 |
| 2   | "Verano, fuegos artificiales y el color del amor" "Natsu, Hanabi, Koi no Iro." (夏、花火、恋の色。)                               | 2 de diciembre de 2017  |
| 3   | "Estudio en el exterior, hacer un mapa del futuro y el Color del Corazón" "Himitsu, Kodoku, Yūgure-iro." (秘密、孤独、夕暮れ色。) | 9 de diciembre de 2017  |
| 4   | "Secretos, soledad y el color del atardecer" "Ryūgaku, Mirai-zu, Kokoro no Iro." (留学、未来図、心の色。)                         | 16 de diciembre de 2017 |
| 5   | "Primera nevada, sueños y el color de las lágrimas" "Hatsuyuki, Yume, Namida no Iro." (初雪、夢、涙の色。)                        | 23 de diciembre de 2017 |
| 6   | "Graduación, salida y el color del futuro" "Sotsugyō, Tabidachi, Mirai no Iro." (卒業、旅立ち、未来の色。)                        | 30 de diciembre de 2017 |
| --- | --- | ----------------------- |

## Otros medios

### Novelas ligeras
Una adaptación novela serie de luz bajo el mismo nombre se publica por Beans Kadokawa Bunko de Kadokawa. Todos los volúmenes fueron escritos por Tōko Fujitani con ilustraciones de Yamako.

### Videojuegos
Se está desarrollando un juego de aplicaciones para teléfonos inteligentes basado en las canciones de HoneyWorks.